# Förvaltningsrätt (domstol)

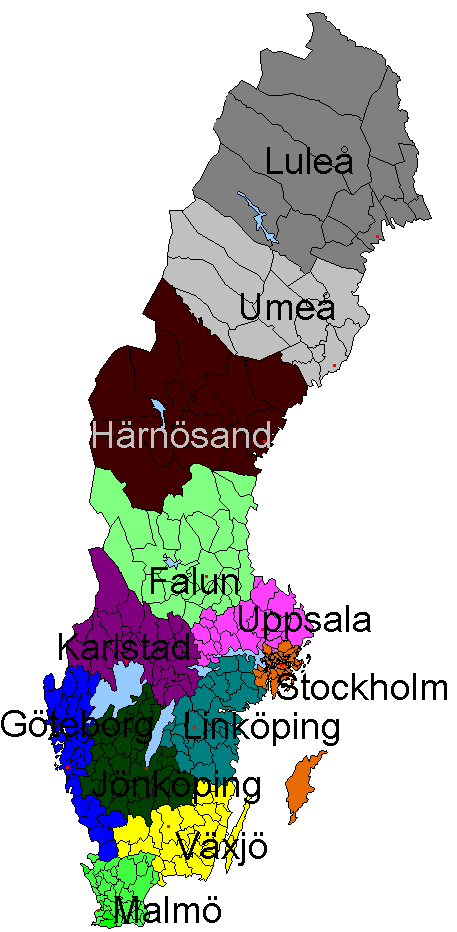
Den nya indelningen (förvaltningsrätterna).

Förvaltningsrätten är i Sverige den första instansen hos de allmänna förvaltningsdomstolarna. Förvaltningsrätterna ersatte länsrätterna den 15 februari 2010.

## Förvaltningsrätterna
Det finns tolv förvaltningsrätter:
- Förvaltningsrätten i Falun
- Förvaltningsrätten i Göteborg
- Förvaltningsrätten i Härnösand
- Förvaltningsrätten i Jönköping
- Förvaltningsrätten i Karlstad
- Förvaltningsrätten i Linköping
- Förvaltningsrätten i Luleå
- Förvaltningsrätten i Malmö
- Förvaltningsrätten i Stockholm
- Förvaltningsrätten i Umeå
- Förvaltningsrätten i Uppsala
- Förvaltningsrätten i Växjö

## Förvaltningsrättens uppgifter
Förvaltningsrätten är en förvaltningsdomstol, vilket innebär att den primärt prövar frågor där myndigheter utövat sin makt som påverkat eller rört enskilda vare sig det rör fysiska eller juridiska personer. Ibland rör dock målen även tvistefrågor mellan kommuner och staten eller kommuner och statliga myndigheter. Förvaltningsrätten handlägger därför en stor mängd vitt skilda typer av mål. Detta inkluderar bland annat mål enligt socialtjänstlagen, skattemål, socialförsäkringsmål, LVU-mål, LVM-mål, LPT-mål och mål om laglighetsprövning. Övriga mål kan handla om till exempel utskänkningstillstånd av alkohol, vapenlicens eller frågor som berörs i djurskyddslagen eller mål med EU-rättslig anknytning, som till exempel mål om offentlig upphandling eller jordbruksstöd.

## Anställda vid förvaltningsrätt
På förvaltningsrätterna arbetar juridiskt utbildade ordinarie domare. Lagman, chefsrådman och rådman är alla titlar på ordinarie domare med olika befattning. Lagmannen är förvaltningsrättens chef. Ordinarie domare utses alltid av regeringen. 
På förvaltningsrätterna arbetar även juridiskt utbildade icke ordinarie domare bestående av fiskaler samt tillförordnade rådmän. Därutöver finns det bland annat  notarier, föredragande jurister, specialistföredraganden och beredningssamordnare som alla har som primär arbetsuppgift att förbereda målen. Den administrativa verksamheten hanteras av domstolshandläggare och annan administrativ personal. Dessa leds ofta av en administrativ chef.
Varje förvaltningsrätt har även nämndemän knutna till sig. Nämndemännen utses genom val i regionfullmäktige eller, i Gotlands län, av kommunfullmäktige i Gotlands kommun. Valet kan vara proportionellt; antal nämndemän per parti avgörs då av partiernas storlek i region- eller kommunvalet.
År 2024 fanns det totalt cirka 1 650 anställda på förvaltningsrätterna.

## Handläggningen av mål i förvaltningsrätt
Huvudregeln är att handläggningen av målen i förvaltningsrätt är skriftlig. För visa måltyper finns det dock särskilda regler som gör att huvudregeln istället är att en muntlig förhandling ska hållas till exempel psykiatrisk tvångsvård och tvångsvård av unga och missbrukare. En muntlig förhandling kommer ofta även att hållas om en part begär det. Till skillnad från vid brottmål i tingsrätt är den muntliga förhandlingen dock enbart ett komplement till den skriftliga utredningen.
Den som överklagar, och även motparten, ska lämna in det underlag som domstolen behöver för att kunna fatta ett beslut i målet. Men domstolen har också ansvar för att målet blir tillräckligt utrett. I en skriftlig dom beskriver förvaltningsrätten de beslut domstolen har fattat och skälen till besluten.
En del av målen i förvaltningsrätt är förtursmål, vilket betyder att de ska handläggas med förtur. För de mål som inte är förtursmål eller migrationsmål har regeringen 2024 satt som mål att 75 % av målen ska ta högst sex månader att avgöra.
Antalet inkomna mål till förvaltningsrätterna varierar från år till år men under 2021–2023 var det ungefär 110 000–120 000 mål per år, exklusive migrationsmål.

## Förvaltningsrättens sammansättning när mål avgörs
Normalt består förvaltningsrätten av en lagfaren domare och tre nämndemän när den avgör ett mål slutligt. I visa särskilda måltyper samt för mål av enkel beskaffenhet behöver nämndemän inte delta i det slutliga avgörandet. Dömande uppgifter i enklare mål kan också tilldelas en notarie eller en föredragande jurist med tillräcklig erfarenhet, men i de fall tvist föreligger kan en notarie enbart avgöra målet tillsammans med nämndemän. I vissa typer av mål har förvaltningsrätten inte nämndemän, utan särskilda sakkunniga lekmannadomare. Så är till exempel fallet när rätten avgör mål om laglighetsprövning enligt kommunallagen där juristdomaren och två särskilda ledamöter i stället deltar i avgörandet. I fastighetstaxeringsmål deltar två nämndemän och en värderingsteknisk ledamot utöver juristdomaren.

## Överklagande
En dom i förvaltningsrätten kan överklagas till kammarrätt. I många lagar finns det dock särskilda bestämmelser som säger att det krävs prövningstillstånd för överklagande till kammarrätten. Överklagande ställs till kammarrätten, men lämnas in till förvaltningsrätten, som prövar om överklagandet har kommit in i rätt tid. Kammarrätten prövar frågan om prövningstillstånd.
Överklagande till kammarrätt kommer att tas upp
1. av Kammarrätten i Stockholm när beslut har meddelats av Förvaltningsrätten i Stockholm eller Förvaltningsrätten i Uppsala
2. av Kammarrätten i Göteborg när beslut  har meddelats av  Förvaltningsrätten i Malmö, Förvaltningsrätten i Göteborg  eller Förvaltningsrätten i Karlstad
3. av Kammarrätten i Sundsvall när beslut har meddelats av  Förvaltningsrätten i Falun, Förvaltningsrätten i Härnösand, Förvaltningsrätten i Umeå eller Förvaltningsrätten i Luleå
4. av Kammarrätten i Jönköping när beslut har meddelats av  Förvaltningsrätten i Linköping, Förvaltningsrätten i Jönköping eller Förvaltningsrätten i Växjö.

Kammarrätten tar även upp överklaganden av beslut där beslut i närmast föregående instans har meddelats av en förvaltningsmyndighet som är belägen inom respektive förvaltningsrätts domkrets.

## Migrationsdomstolar
Fyra förvaltningsrätter är även migrationsdomstol. Dessa är Förvaltningsrätten i Göteborg, Förvaltningsrätten i Malmö, Förvaltningsrätten i Stockholm och Förvaltningsrätten i Luleå. Den sistnämnda inrättades 1 oktober 2013 i syfte att korta handläggningstiderna vid migrationsdomstolarna.

## Historik
Från 1970 talet fram till den 15 februari 2010 fanns det länsrätter istället för förvaltningsrätter. Länsrätten hade i stort sett samma domkretsar som Sveriges län. De små länsrätterna hade dock en så liten personalstyrka att de var mycket sårbara för frånvaro. En utredning tillsattes därför som skulle ge förslag till en ny organisation med färre och större domstolar och lämna förslag på antalet domstolar och deras geografiska placering. Arbetet leddes av Sten Heckscher och resulterade i rapporten Länsrättsutredningen. Arbetet ledde sedermera fram till propositionen En långsiktigt hållbar organisation för de allmänna förvaltningsdomstolarna i första instans. Riksdagen beslutade torsdagen den 11 juni 2009 att bifalla regeringens proposition om förvaltningsrätterna och att avslå de motioner som hade följt på propositionen.
Förändringen var dock inte utan kritik och  många remissinstanser hade sagt nej till förändringen eller ställt sig starkt kritiska till denna. Det förekom även kritik i den allmänna debatten utanför riksdagen.